# Gruaja Shqiptare
Gruaja Shqiptare var en riksorganisation för kvinnors rättigheter i Albanien, grundad i oktober 1928 och aktiv till 1939. 
Gruaja Shqiptare var ett populärt namn för flera olika lokala kvinnoföreningar: Marie Çoba grundade 1920 den lokala organisationen Gruaja Shqiptare i Shkodër, som också utgav landets första kvinnotidning med samma namn, och lokalföreningar med samman namn uppstod även i Korçë, Vlorë och Tiranë. 
När kung Zog I av Albanien tog makten upplöstes så småningom alla andra politiska föreningar i Albanien och inlemmades i kungens statliga föreningar, och de lokala kvinnoföreningarna blev alla upplöstes och sedan på nytt grundade under en enda nationell förening med namnet Gruaja Shqiptare. Lokala myndigheter och även exilalbaner uppmanades grunda lokalföreningar, och dess ledare utnämndes enligt kungligt dekret alltid till ordförande för det albanska röda korset. Zogus regering var i stort sympatisk till kvinnorörelsens krav ifråga om utbildning, yrkesarbete och grundläggande friheter, och regimen inspirerades av det reformarbete Kemal Ataturk genomförde i Turkiet: regimen drog dock gränsen vid politiska rättigheter, och ansåg att kvinnor borde fokusera på civilsamhället och att krav på rösträtt och valbarhet var inspirerat av Västeuropa. 
Den nationella föreningen med detta namn grundades av inrikesministeriet när samtliga kvinnoorganisationer i Albanien upplöstes av kung Zog I av Albanien, och dess uppgift var att föra fram statens officiella politik för kvinnans rättigheter.  Denna var dock radikal under Zogu, som i civilkoden 1928 gav kvinnor rätt till lika arv, skilsmässa, utbildning och yrkesarbete samt förbjöd arrangerade äktenskap, polygami, religiösa domstolar och harem: år 1937 förbjöds även slöjan. Kungens systrar fick i uppdrag att agera föredömen för reformen genom att visa sig obeslöjade offentligt, och att lägga av slöjbruket blev en av reformerna Gruaja Shqiptare fick arbeta för genom sina lokalavdelningar. 
Den grundade eller inkorporerade lokalavdelningar över hela landet, utgav sin egen tidning och höll kurser som stöd för kvinnors utbildning och hälsa. I praktiken nådde dessa rättigheter dock aldrig utanför städernas bildade elit. Organisationen stod under beskydd av drottningmodern och leddes av hans syster prinsessan Senije Zogu.
Föreningen förespråkade utbildning, hygien och välgörenhet och ville höja kvinnors kulturella nivå och stödja handarbete. Kvinnor som varit engagerade i de tidigare lokala föreningarna var aktiva i organisationen, bland dem Parashqevi Qiriazi. Däremot lades frågan om kvinnlig rösträtt ned. 1930 hade 20 lokalföreningar grundats. 1929-1931 utgav den tidningen Shqiptarja. Föreningen uttalade sitt stöd för den progressiva civilkoden och stödde dess utövande, bland annat genom att informera kvinnor om deras rättigheter, vilket mötte en del motstånd på grund av landets fattigdom, underutveckling och sedvänjor. 